# ميغومي هان
ميغومي هان (潘めぐみ هان ميغومي) هي ممثلة يابانية ولدت في 3 يونيو 1989 في طوكيو.

## أدوارها في التوكوساتسو
- ألترامان جيد - بيغا (صوت)

## أدوارها في الأنمي

### مسلسلات أنمي تلفزيونية
- هنتر x هنتر (2011) - غون فريكس٫ كلاك
- ميداكا بوكس أبنورمال - تو كيجوكوري
- غايست كراشر - رين شيروغاني
- موشيبوغيو - موشيبوغيو
- بلاك بوليت - كايو سينجو
- باراكامون - أكيهيكو أراي
- صدى الإرهاب - فايف
- موشيشي: التتمة - يوتا (المياه الزرقاء)
- يواموشي بيدال - أيا تاتشيبانا
- يواموشي بيدال GRANDE ROAD - أيا تاتشيبانا
- يواموشي بيدال NEW GENERATION - أيا تاتشيبانا
- يواموشي بيدال GLORY LINE - أيا تاتشيبانا
- فافنر في السماء الزرقاء EXODUS - آيشواريا فين
- قصة حبي!! - رينكو ياماتو
- كينموزا - كوتا إينوكوما
- هالو!! كينموزا - كوتا إينوكوما
- أوشيو وتورا - كيريو إيناسا
- أونميوجي نجم التوأم - بينيو أداشينو
- بوكيمون إكس/واي - كاري
- بوبوكي بورانكي - ريوكو بانريو
- بوبوكي بورانكي: عمالقة الكوكب - ريوكو بانريو
- ناروتو شيبودن - أوبيتو أوتشيها (أيام الصبا)
- ليتل ويتش أكاديميا - أكو كاغاري
- البدلة المتنقلة جاندام: أيتام الدم الحديدي - غايليو بودوين (أيام الصبا)
- الخطايا السبع المميتة - فريزيا
- الخطايا السبع المميتة: إعادة إحياء الوصايا - فريزيا
- عروس الساحر - سيلكي
- أكاديميتي للأبطال - تاتامي ناكاغامي
- بلاك كلوفر - كاهونو
- جيمرز! - كيتا أمانو
- يوغي ZEXAL - ريو كاسل (الصوت الثاني)، مارين
- نهضة بطل الدرع - غلاس
- فروتس باسكت (2019) - موميجي سوما
- كاكيغوروي xx - تيرانو توتوبامي
- ون بيس - أوتاما
- شو باي روك!! - دارودايو
- شو باي روك!!# - دارودايو
- باك آرو - رين شين
- أبطال الديجيتال: - وسيم
- ري:بداية الحياة في عالم آخر من نقطة الصفر - هيتارو
- وورلد تريغر - يوكو كاتوري
- مذكرات العطارة - ميمي
- بطولات فارس فاشل - يوتاكاتا ميسوجي
- الخادم الأسود الخادم الأسود: فصل الساحرة الزمردية - زاشا

### أنمي الإنترنت
- ديفل مان: الطفل الباكي - ميكي ماكيمورا

### أوفا أنمي
- البدلة المتنقلة جاندام ذي أوريجين - آرتيسيا سوم دايكون، سيلا ماس
- طوكيو غول PINTO - تشيي هوري

### أفلام أنمي
- ليتل ويتش أكاديميا - أكو كاغاري
- ليتل ويتش أكاديميا: الإستعراض المسحور - أكو كاغاري
- حديقة الكلمات - ساتو
- فيلم يواموشي بيدال - أيا تاتشيبانا
- فيلم هنتر x هنتر: فانتوم روج - غون فريكس
- فيلم هنتر x هنتر: ذا لاست ميشن - غون فريكس
- صوت صامت - ميكي كاواي
- بينغوين هايوي - هاماموتو

## أدوارها في ألعاب الفيديو
- دانغانرونبا أناذر إيبيسود: ألترا ديسبير غيرلز - ماسارو دايمون
- جاي-ستارز فيكتوري فيرسيس - غون فريكس
- جامب فورس - غون فريكس
- ديجيمون ستوري: سايبر سلوث - نوكيا شيراميني
- فينيكس رايت: إيس أتورني: دوال ديستنيز - أثينا سايكس
- غيلتي جير Xrd - رامليثال فالنتاين
- ديجيمون أدفنتشر - تاكيرو تاكايشي

## أدوارها في الدبلجة اليابانية
- ماي ليتل بوني: فرندشيب إز ماجيك - تشيريلي
- ماي ليتل بوني: إكويستريا غيرلس - تشيريلي
- ماي ليتل بوني: إكويستريا غيرلس: رينبو روكس - سوناتا داسك
- كاري - كاري وايت
- فتيات القوة (مسلسل 2016) - بلس
- روبي - فيلفيت سكارليتينا، بيني بوليدينا
- دوريات المخلاب - رايدر

## وصلات خارجية
- ميغومي هان على موقع IMDb (الإنجليزية)
- ميغومي هان على موقع ميتاكريتيك (الإنجليزية)
- ميغومي هان على موقع روتن توميتوز (الإنجليزية)
- ميغومي هان على موقع روتن توميتوز (الإنجليزية)
- ميغومي هان على موقع ميوزك برينز (الإنجليزية)
- ميغومي هان على موقع أول موفي (الإنجليزية)
- ميغومي هان على موقع ديسكوغز (الإنجليزية)
- ميغومي هان على موقع قاعدة بيانات الفيلم (الإنجليزية)
- ميغومي هان على موقع ANN person (الإنجليزية)